# زهير اليحياوي
زهير اليحياوي (8 ديسمبر 1967 في قصر حدادة - 13 مارس 2005 في تونس العاصمة) هو ناشط ومدوّن تونسي، الشهيد الأول لجيل الإنترنت. يعتبر رائد المقاومين في الفضاء الإلكتروني. زهير يحياوي المعروف أكثر بلقب التونسي هو أول ضحية لشرطة المعلوماتية في نظام بن علي.

## سيرته
في خريف 2001، أطلق هذا الشاب البالغ من العمر 33 عاماً والذي يحمل شهادة ماجستير في الاقتصاد، إنما عاطل عن العمل، مجلة إلكترونية بعنوان TUNeZINE في إشارة إلى الاسم الأول للرئيس زين العابدين بن علي، زين.

لاقى الموقع نجاحاً فورياً، في تونس كما في الخارج. فقد سحر الشبّان بنبرته الجريئة وبالموهبة التي يتمتّع بها محرّكوه الخمسة الأساسيون. أثارت كتابات فريق زهير يحياوي المدوَّنة باللغة العربية العامّية والتي تنطبع بفكاهة ساخرة، غضب السلطة التونسية. ففيها يوجد الأحداث الآنية والخيال السياسي والهجاء إنما أيضاً التأمل العميق، بلهجة تذكّر بموقع آخر جرى إغلاقه قبل ذلك بوقت قصير بعد عامَين من الوجود والنجاح وكان تحت اسم Takriz (أي طفح الكيل).

عندما نظّم الرئيس بن علي استفتاء للموافقة على حصوله على ولاية رابعة، اقترح موقع TUNeZINE استفتاءه الخاص: هل تونس جمهورية أم مملكة أم حديقة حيوانات أم سجن؟.

وفي يوليو، فيما كانت الشرطة السياسية التابعة لقصر قرطاج تحاول تحديد أماكن وجود المشرفين المعارضين على الموقع، تجاوز زهير يحياوي خطاً أحمر جديداً. فقد نشر على موقعه الرسالة المفتوحة التي وجّهها القاضي الذي يرأس محكمة في تونس مختار اليحياوي وهو عمه إلى بن علي يشجب فيها النظام القضائي.

هذا «القاضي المتمرد» كما لُقِّب، هو عمّه مختار اليحياوي. وقد أعرب الأخير عن «شعوره بالعار» لكونه قاضياً في تونس، ورفضه الاستمرار في إصدار أحكام «تُملى عليه مسبقاً، ولا يمكن استئنافها، ولا تعكس القانون على الإطلاق». كان هذا أول فعل تمرّدي عام يصدر عن قاضٍ في تونس.

كان هذا كثيراً بالنسبة إلى نظام بن علي. وقد تقرّر أن يدفع العم وابن أخيه غالياً ثمن شجاعتهما. عُلِّق الأول عن ممارسة مهماته وخسر راتبه. أما الثاني فأوقِف بعد تعقّبه لأشهر عدّة، وتعرّض للتعذيب، وخضع للمحاكمة، وحُكِم عليه بالسجن عامَين بتهمة «نشر أنباء كاذبة هدفها الإيحاء بحدوث اعتداء» و«سرقة وسائل اتّصال واستعمالها بصورة احتيالية».

## وفاته
وفي الزنزانة التي قبع فيها المعارض الشاب، بدأ إضراباً عن الطعام للمطالبة بالحصول على العناية. وقد استغرق وقتاً قبل أن ينجح في إثارة انتباه المجتمع الدولي. فتحرّكت منظمات غير حكومية مثل مراسلون بلا حدود ومنحته جائزة «الحرية عبر الفضاء السبراني (الإلكتروني)».

بعد ثمانية عشر شهراً من الاعتقال وثلاثة إضرابات عن الطعام، خرج زهير اليحياوي من السجن. لكنه لم يعد الرجل نفسه. فالتعذيب والانقطاع المطوَّل عن الأكل والمعاملة السيئة أحدثت تحوّلاً لديه، وأضعفته. وفي 13 مارس 2005، توفّي في مستشفى الحبيب ثامر بسبب صعوبات في الجهاز التنفسي خلفها التعذيب. 

تقول والدته باكية: «أفكّر فيه دائماً. أتخيّل كيف كان ليبدو رد فعله بعد سقوط بن علي. أريد ما حارب من أجله: الحرية في تونس. إذا رحل كل أعضاء التجمع الدستوري الديمقراطي، يكون ابني قد حقّق هدفه».

## ذكراه بعد الثورة التونسية

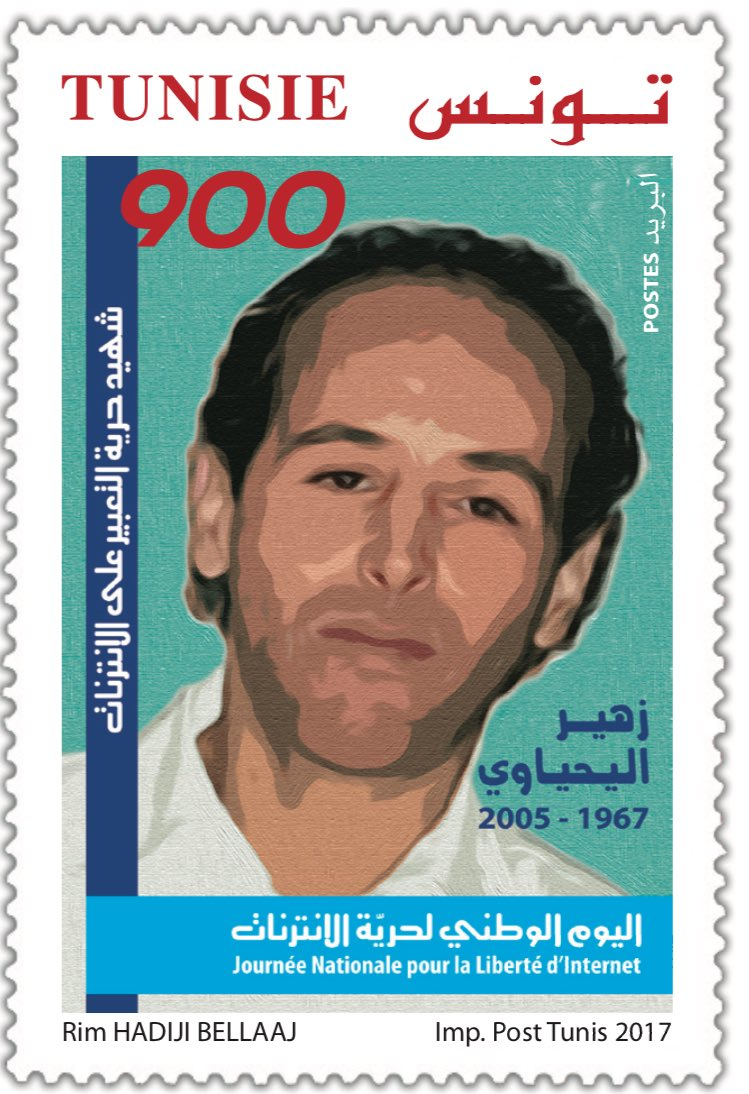
طابع بريد تونسي يحمل صورة زهير

في 13 مارس 2012، سنة بعد سقوط الرئيس زين العابدين بن علي في الثورة التونسية، قام الرئيس الجديد المنصف المرزوقي بالاحتفال بذكرى وفاته وتمجيده وزار قبره رفقة عائلته. بعد ذلك قدم المرزوقي لأمه الصنف الأول من وسام الجمهورية وذلك لزهير اليحياوي بعد وفاته. 

أعلن المرزوقي أن يوم وفاة زهير اليحياوي أصبح يحتفل به تحت اسم اليوم الوطني لحرية الإنترنت. 

في 2013، افتتح الرئيس المنصف المرزوقي دار الثقافة زهير اليحياوي في مدينة غمراسن. 

في 13 مارس 2017، وبمناسبة اليوم الوطني لحرية الإنترنت، أصدر البريد التونسي طابعين بريدين لتكريمه، وأصبح بذلك الشخصية التونسية ال65 الممثلة على الطوابع البريدية. 

دشنت في بن عروس ساحة عمومية باسم «ساحة زهير اليحياوي التونسي».

### قيل فيه
حسب قول رئيس الجمهورية السابق المنصف المرزوقي: «في العهد السابق، حمل مشعل المعارضة ووفاته محنة». واعتبره رئيس حركة النهضة راشد الغنوشي: «محاميا شرسا ومدافعا عن قضايا الشعب التونسي».

## الحياة الخاصة
زهير اليحياوي هو ابن أخت القاضي والمعارض مختار اليحياوي، وابنة عمه هي المدونة والناشطة المدنية أميرة اليحياوي.

## روابط خارجية
- الموقع الرسمي TUNeZINE نسخة محفوظة 19 يناير 2022 على موقع واي باك مشين..
- لمن لا يعرف زهير اليحياوي على يوتيوب